# Borlänge köping
Borlänge köping var en tidigare köping i Kopparbergs län.

## Administrativ historik
År 1898 utbröts köpingen ur Stora Tuna landskommun efter att Borlänge varit ett municipalsamhälle där från den 29 maj 1891. Köpingen uppgick 1944 i Borlänge stad tillsammans med Domnarvets landskommunoch ingick i Falu domsagas södra tingslagoch tillhörde Stora Tuna församling.

## Köpingvapnet
Blasonering: I blått fält en av vågskuror bildad bjälke, åtföljd ovanför av en våg och nedanför av en båt, allt i silver. Vapnets antogs 1942 och kom inte att användas av staden. Staden övertog Domnarvets landskommuns vapen istället.

## Befolkningsutveckling
| Befolkningsutvecklingen i Borlänge köping 1900–1940                                                | Befolkningsutvecklingen i Borlänge köping 1900–1940 | Befolkningsutvecklingen i Borlänge köping 1900–1940 | Befolkningsutvecklingen i Borlänge köping 1900–1940 | Befolkningsutvecklingen i Borlänge köping 1900–1940 |
| -------------------------------------------------------------------------------------------------- | --------------------------------------------------- | --------------------------------------------------- | --------------------------------------------------- | --------------------------------------------------- |
| |                                                     |                                                     |                                                     |                                                     |
| År                                                                                                 |                                                     |                                                     | Invånare                                            |                                                     |
| 1900                                                                                               | 1900                                                |                                                     | 1 554                                               | 1 554                                               |
| 1905                                                                                               | 1905                                                |                                                     | 1 126                                               | 1 126                                               |
| 1910                                                                                               | 1910                                                |                                                     | 1 374                                               | 1 374                                               |
| 1915                                                                                               | 1915                                                |                                                     | 1 636                                               | 1 636                                               |
| 1920                                                                                               | 1920                                                |                                                     | 1 813                                               | 1 813                                               |
| 1925                                                                                               | 1925                                                |                                                     | 1 963                                               | 1 963                                               |
| 1930                                                                                               | 1930                                                |                                                     | 2 398                                               | 2 398                                               |
| 1935                                                                                               | 1935                                                |                                                     | 2 616                                               | 2 616                                               |
| 1940                                                                                               | 1940                                                |                                                     | 2 871                                               | 2 871                                               |
| Källa: SCB - Folkmängd inom administrativa områden 1910-1961 och Befolkning 1851 – 1910 (BiSOS A). |                                                     |                                                     |                                                     |                                                     |

## Politik

### Mandatfördelning i valen 1938-1942
| 12 | 4 | 4 | 5 |

| 23 |

| 12 | 4 | 3 | 6 |

| 22 |